# Sabrang Union
Sabrang Union (bengalisch সাবরাং) ist eine Union, die kleinste Verwaltungseinheit von Bangladesch. Sie liegt im Teknaf Upazila, Cox’s Bazar District. 2017 hatte der Ort 46.512 Einwohner.

## Geographie
Sabrang Union ist (zusammen mit Jaliapara) der südlichste Ort von Bangladesch. Er liegt auf einer Landzunge an der Ostküste des Golf von Bengalen. Das Ostufer der Landzunge wird vom Fluss Naf gebildet, der von Norden nach Süden verläuft und zugleich die Grenze zu Myanmar darstellt. Auf der gegenüberliegenden Seite liegt der Ort Maungdaw (မောင်တော). Im Süden schließt sich unmittelbar die Insel Shah Porir Dwip (শাহপরীর দ্বীপ) an, die nur durch die Flussarme Rangaum Khāl und Bharakh Khāl von der Landzunge getrennt ist. Einige Kilometer weiter im Südosten liegt die einzige Koralleninsel Bangladeschs, St. Martin’s Island.
Im Norden schließt sich der Hauptort Teknaf an.
Der Fluss Sabrang Khāl entsteht auf der Halbinsel und fließt nach kurzem Lauf in den Naf. Er versorgt die ausgedehnten Reisfelder und Fischfarmen im Osten der Halbinsel mit Wasser.
Im Ort gibt es eine weiterführende Schule (Subrang High School সাবরাং উচ্চ বিদ্যালয়).

## Klima
Das Klima ist tropisch heiß.

## Geschichte
Die Zyklone am 29. April 1991 und am 30. Mai 1997 richteten schwere Schäden an.
Im September 2017 verunglückten 6 Rohingya tödlich, als sie versuchten mit einem Boot über den Fluss nach Bangladesch zu gelangen. Sie ertranken, als ihr Boot unterging.

## Religion
Im Ort ist Islam die vorherrschende Religion. Es gibt mehrere Moscheen (Noya Para Jame Masjid, Bazar Para Jame Mosjid বাজার পাড়া জামে মসজিদ; মাদরাসা ইবনে মাসউদ (রাঃ) কিন্ডার গার্টেন, ঝিনা পাড়া জামিয়া মসজিদ, Gular Para Jame Mosjid).